# Bayerbach bei Ergoldsbach
Pour les articles homonymes, voir Bayerbach et Ergoldsbach (homonymie).
Bayerbach bei Ergoldsbach est une commune de Bavière (Allemagne) située dans l'arrondissement de Landshut, dans le district de Basse-Bavière.